# Витяжна шафа

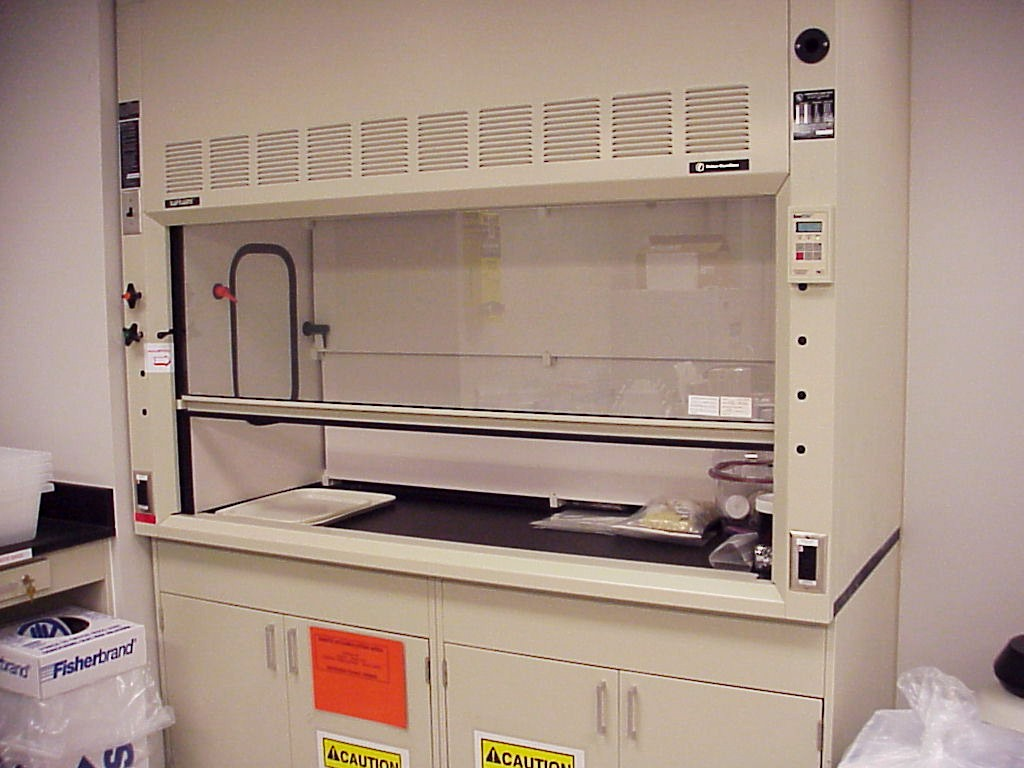
Витяжна шафа

Витяжна́ ша́фа (або ви́тяжка) — це спеціальна лабораторна шафа, оснащена системою вентиляції і розсувним віконцем для щільного закривання. Витяжна шафа є важливою частиною наукових лабораторій, особливо хімічних, і використовується для забезпечення безпечної роботи та захисту експериментатора.
Перші витяжні шафи, виготовлені з дерева та скла, були розроблені на початку 1900-х років як засіб захисту людей від шкідливих газоподібних побічних продуктів реакції. 

## Опис
Витяжними шафами користуються під час проведення робіт, у ході яких застосовуються чи виділяються небезпечні для здоров'я продукти або є ймовірність розбризкування їдких і сильнодіючих речовин (сульфатної чи нітратної кислот, лугів тощо). Також всередині шафи зазвичай зберігаються концентровані кислоти, отруйні, леткі і легкозаймисті речовини.
Витяжна шафа складається з вогнестійкої та хімічно стійкої робочої поверхні, закритої суцільними стінками, рухомого переднього вікна та відповідної вентиляційної системи, яка використовується для виведення газів, пилу аерозолі, які виникають під час експериментів. Більшість сучасних витяжних шаф оснащено обладнана під'єднаними до електромережі розетками, зокрема для можливості підімкнення нагрівальних приладів (водяної чи піщаної бань), підводом природного газу, азоту та охолоджувальної рідини, а також каналізаційними дренажами.
Рухоме скло забезпечує доступ до робочої зони, а в закритому стані захищає лабораторію та працівників від осколків, бризок рідини або поширення вогню в разі аварії (перегріву рідини при кип’ятінні, неконтрольованої реакції, пожежі або невеликих вибухиів).
Про необхідність використання витяжної шафи зазвичай вказується у відповідному сертифікаті безпеки  речовин. Якщо не можна виключити ризик виникнення пожежі, утворення пилу або газу, обов’язково слід використовувати витяжну шафу.

## Історія

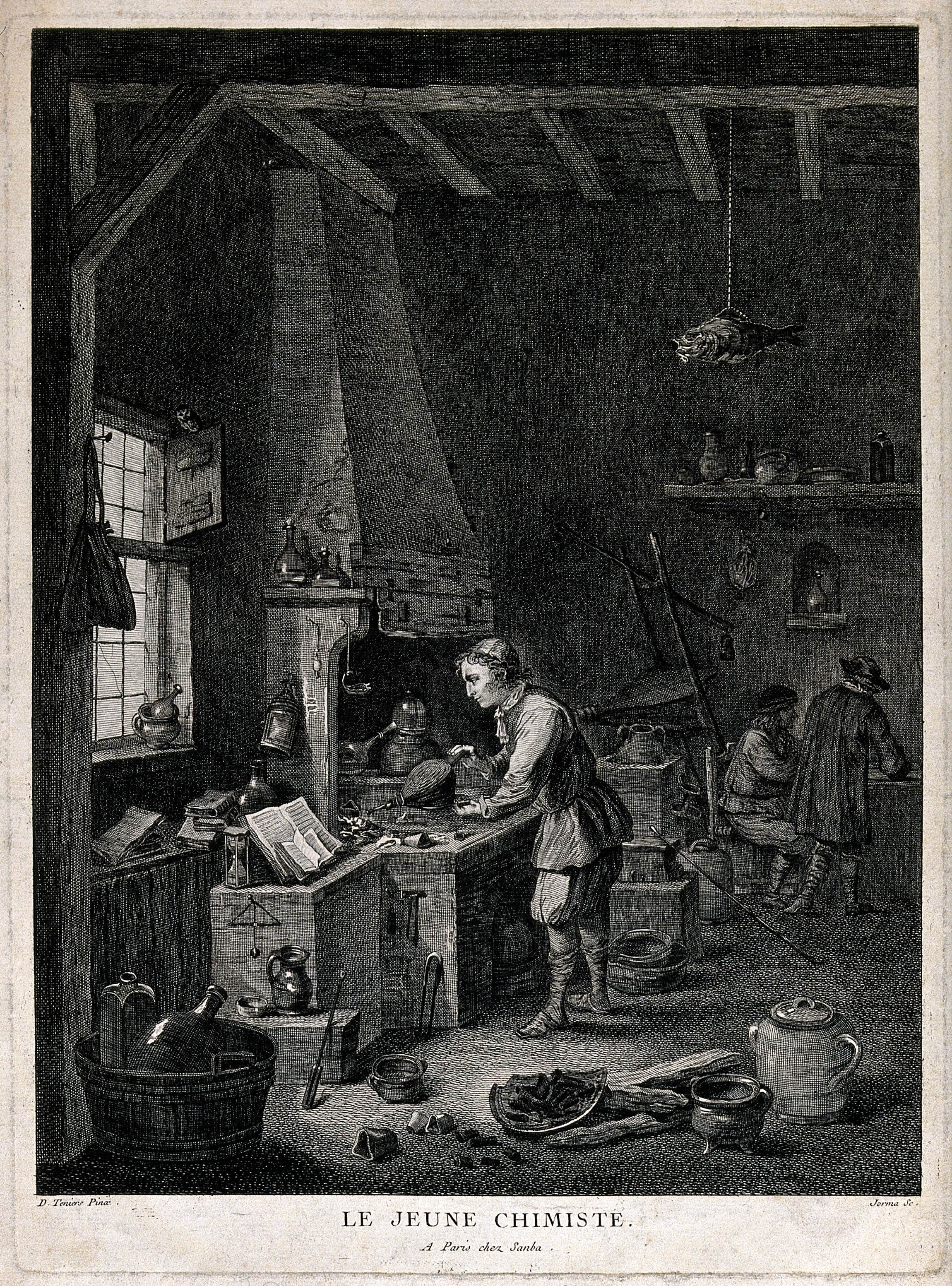
Алхімік біля печі з димарем

Потреба у вентиляції була очевидною з перших днів хімічних досліджень. Перші витяжні шафи були аналогами звичайного димоходу з природною тягою. Томас Едісон був одним із перших вчених, які занепокоїлися вентиляцією лабораторії. Він використовував камінну трубу у своїй лабораторії, щоб вивести шкідливі випари та запахи від своїх експериментів близько 1900 року. 
У 1904 році новозбудований хімічний факультет Технічного університету в Гданську був обладнаний витяжними шафами з дерева та скла в аудиторіях, студентських лабораторіях та кімнатах для науковців. Пересувна передня панель зі склом, захищеним від диму та вибухів. Кожна витяжна шафа була освітлена, обладнана газовою установкою для опалення та водопостачанням зі зливом. Шкідливі та корозійні газоподібні побічні продукти реакцій активно видалялися за допомогою природної тяги камінного димоходу. Перша відома сучасна конструкція «витяжної шафи» була представлена в Університеті Лідса в 1923 році. 

## Інші системи
- Бокси з рукавичками, не є витяжними шафами, а радше закритими робочими просторами, герметично відокремленими від навколишнього середовища. У них можна створити певне середовище, наприклад, надзвичайно сухе та/або з низьким вмістом кисню, щоб мати можливість працювати з чутливими речовинами, такими як більшість металоорганічних сполук.
- Робочі місця з небезпечними речовинами  дуже схожі на витяжні шафи, але на відміну від них вони не мають переднього скла.